# Gopherus
 Gopherus és l'únic  gènere de tortuga de terra de la família Testudinidae d'Amèrica del Nord. Són natives del sud dels Estats Units i del nord de Mèxic. Es caracteritzen per la seva habilitat per cavar caus grans i molt profunds, dels quals surten per alimentar-se de vegetals, a l'alba i al capvespre.
Es reconeixen quatre espècies del gènere Gopherus: 
- Tortuga gòfer (Excavadora de Florida): Gopherus polyphemus ( Daudin, 1802).
- Tortuga del desert, de Califòrnia: Gopherus agassizii ( Cooper, 1863).
- Tortuga de Texas: Gopherus berlandieri ( Agassiz, 1857).
- Excavadora mexicana o tortuga de Mapimí: Gopherus flavomarginatus ( Legler, 1959).

## Alimentació
Les tortugues gòfers són principalment herbívores, ja que s'alimenten de plantes. La seva dieta consisteix principalment de gramínies i lleguminoses. Les tortugues gòfers són carronyaires i s'alimenten de petites baies, fruits, carronya i excrement. són rarament vistes bevent aigua. La majoria consumeixen aigua dins dels aliments que consumeixen.

## Reproducció
La tortuga del desert (Gopherus agassizii) sol aparellar-se durant els mesos d'abril i maig. La femella llavors triar un lloc assolellat, proper o un monticle de sorra davant del seu cau per a posar entre 3 i 15 ous. Els ous maduren 70-100 dies més tard. Un cop nascudes les tortugues passen la major part del seu temps en el cau de la seva mare fins que aprenguin a cavar pel propi compte. No arriben a la maduresa fins que són al voltant de 10 a 15 anys. tortugues Gopher té una temporada d'aparellament abreujat a principis de primavera, quan les tortugues mascle visita caus la tortuga femella i aparellar-se amb elles.

## Galeria

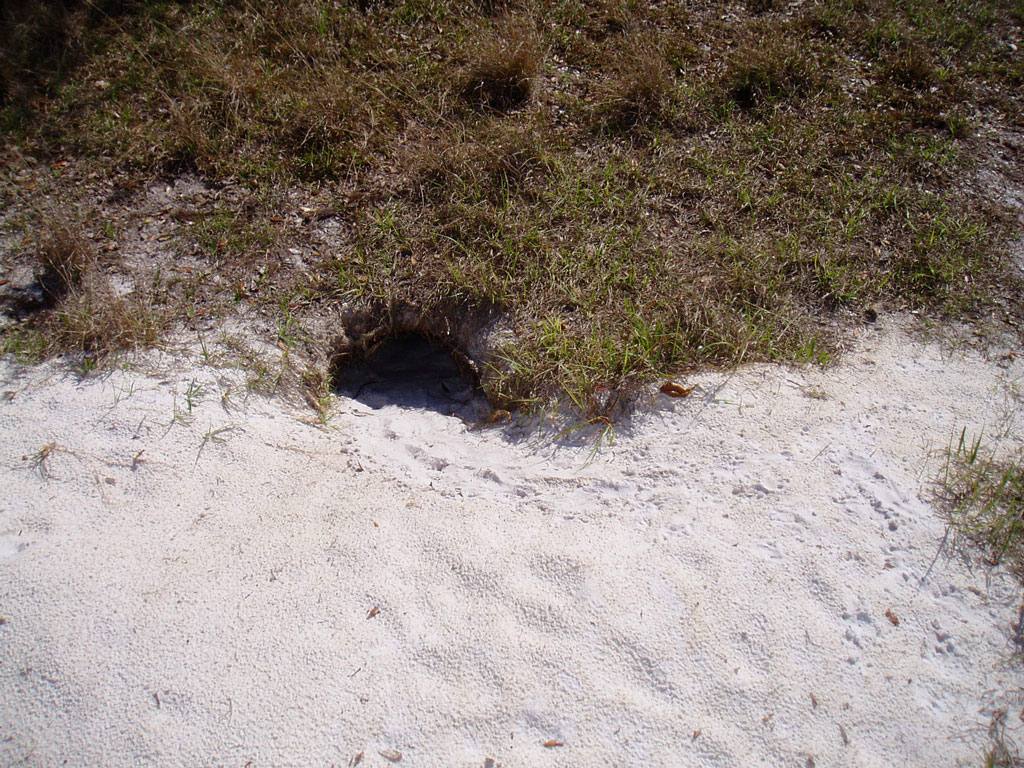
Cau de tortuga excavadora
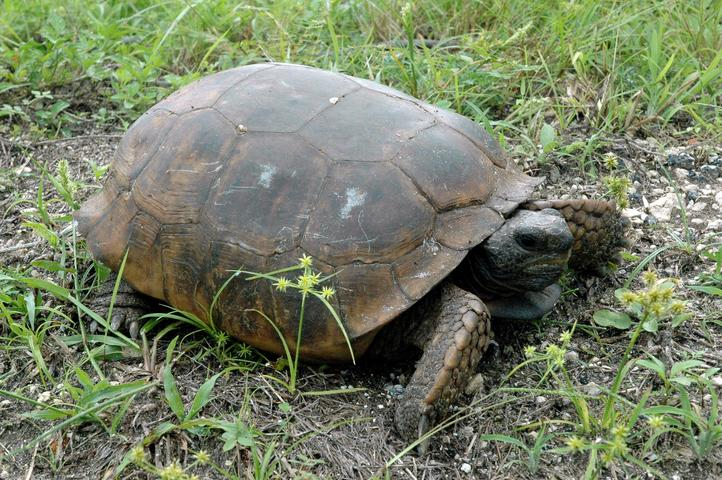
Excavadora de Florida, la Tortuga gòfer (Gopherus polyphemus)
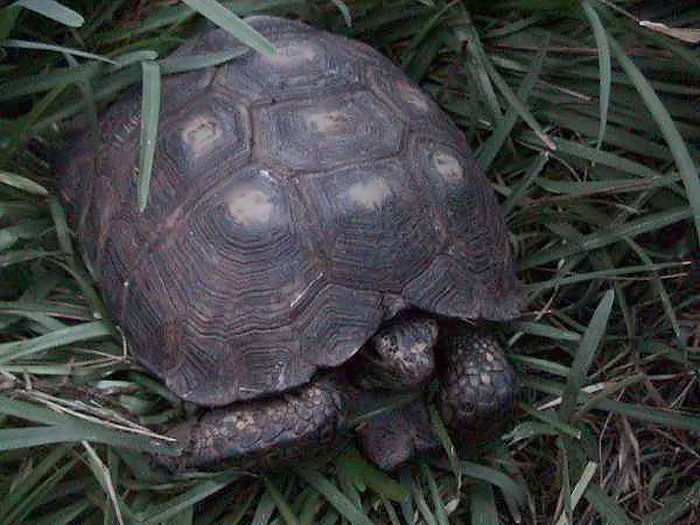
Tortuga de Texas, Gopherus berlandieri
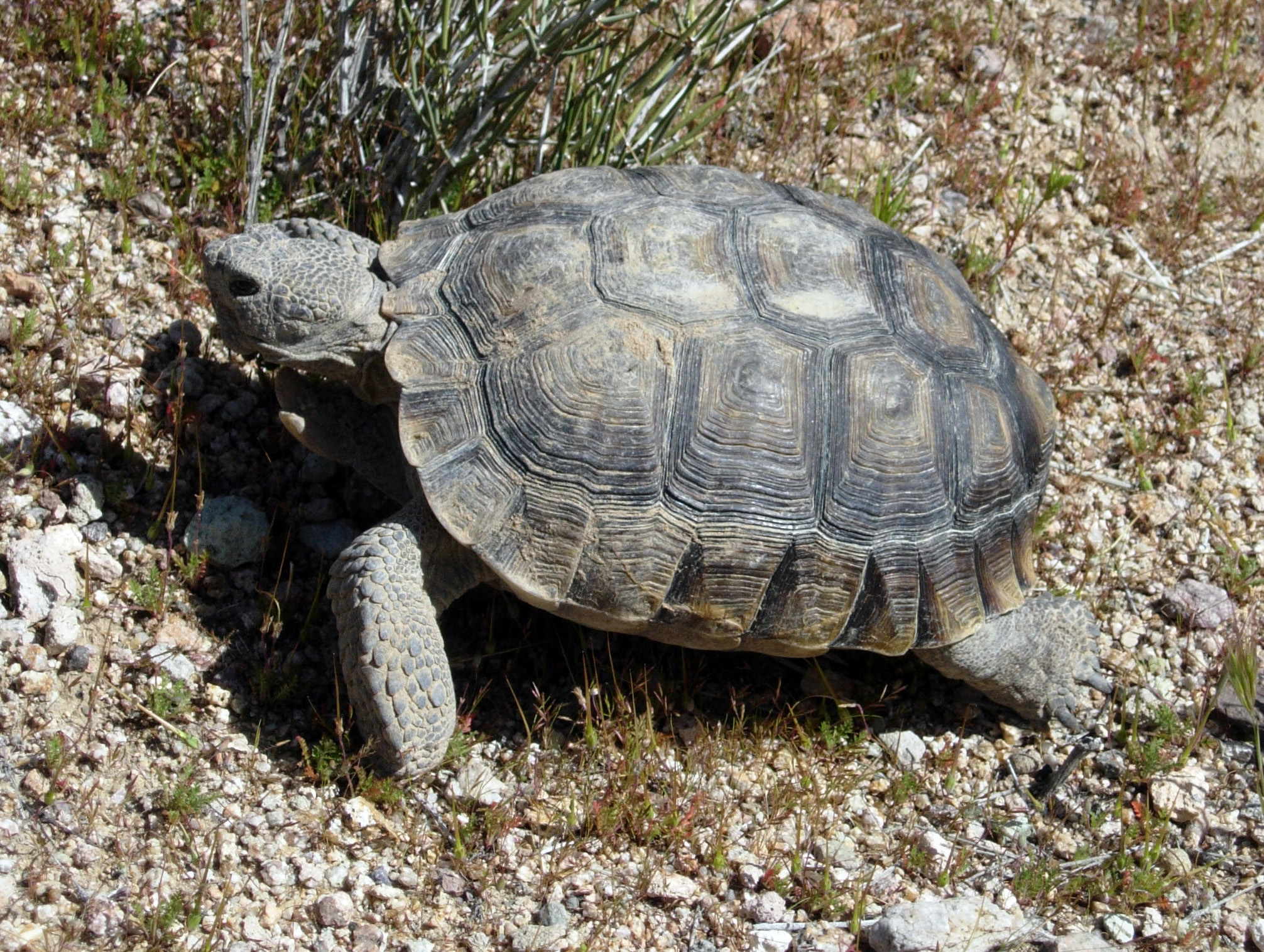
Tortuga del desert (Califòrnia), Gopherus agassizii
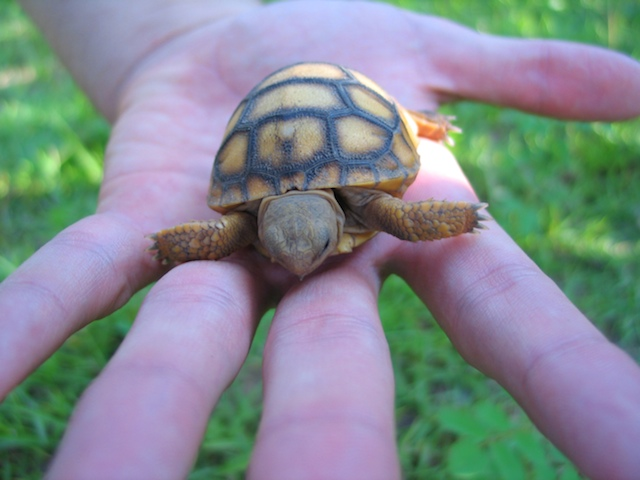
Tortuga acabada de descloure.